# Gama Goat
Gama Goat je bilo polamfibijsko 6X6 off-road vojaško vozilo, ki so ga razvili za uporabo med Vietnamsko vojno. Gamma goat je lahko vozil po zelo slabem in blatnem terenu. Poganjal ga je dvotaktni dizelski motor Detroit Diesel 53, z delovno prostornino 2,6 L in močjo 101 KM (75 kW). Največja hitrost je bila 90 km/h.
Gama Goat je bil v uporabi od 1970ih-1990ih, nadomestila sta ga  CUCV in HMMWV.